# Aeroportul Red Devil
Aeroportul Red Devil (IATA: RDV, FAA LID: RDV) este un aeroport din Alaska, Statele Unite ale Americii ce deservește zona Red Devil⁠(d). Aeroportul a fost tranzitat în 2019 de 414 pasageri. A fost numit după zona deservită.
Situat la o altitudine de 53 m, aeroportul dispune de 1 pistă.

## Infrastructură

### Piste
Aeroportul dispune de o singură pistă. Pista 10/28 are suprafața de pietriș și dimensiunile 4.820 picioare × 75 picioare. 